# Hamsun (Film)
Hamsun ist eine deutsch-norwegisch-schwedisch-dänische Filmbiografie aus dem Jahr 1996 von Jan Troell über die letzten 17 Lebensjahre des norwegischen Schriftstellers Knut Hamsun.

## Handlung
1935 scheint die Ehe von Marie und Knut Hamsun zerrüttet. Marie macht ihrem Mann heftige Vorwürfe, er habe seine Ideale aufgegeben, über seiner Arbeit sie und die Familie schwer vernachlässigt und ihre Karriere als Schauspielerin und Kinderbuchautorin vereitelt. In der Folge trennt sich das Paar und Knut zieht in eine Pension.
1936 besucht Marie Hamsun eine Rede von Vidkun Quisling, in der sie meint, die alten Ideale ihres Mannes wiederzuerkennen. Als dieser erfährt, dass es sich um die Frau des berühmten Nobelpreisträgers handelt, verabredet er sich mit ihr. Es gelingt ihm, Marie davon zu überzeugen, dass ihre Aufopferung für die Familie keineswegs sinnlos gewesen sei und dass ihre Ehe mit Knut einen Modellcharakter für alle Norweger haben müsse. Marie bittet daraufhin Knut, wieder zur Familie zu ziehen, macht aber gleichzeitig deutlich, dass sie jeden Respekt vor ihm verloren habe.
Marie wird Mitglied in Quislings faschistischer Partei Nasjonal Samling, die in Norwegen zunächst wenig erfolgreich ist. Marie spricht im Gegensatz zu Knut fließend Deutsch und kann daher in Deutschland als Stimme ihres Mannes ein wenig aus dessen übermächtigem Schatten heraustreten. Sie unternimmt ausgedehnte Lesereisen durch Deutschland, bei denen sie aus dem Roman Segen der Erde rezitiert, für den Hamsun 1920 den Nobelpreis erhalten hatte. Es schmeichelt ihr, dass durch die wachsende Bekanntheit von Hamsun in Deutschland auch ihre fast vergessenen Kinderbücher wieder gelesen werden. Knut sieht in Deutschland einen wichtigen Verbündeten gegen den Kommunismus und die Engländer, gegen die er seit jeher starke Ressentiments hegt. Seine pro-deutschen Zeitungsartikel machen ihn in den Augen der meisten Norweger zum Landesverräter.
Nach der deutschen Besetzung Norwegens trifft sich Knut Hamsun mit Reichskommissar Josef Terboven, um sich für festgenommene norwegische Widerstandskämpfer einzusetzen, einschließlich seines alten Freundes und Verlegers Harald Grieg. Aufgrund seiner mangelnden Deutschkenntnisse dient ihm dabei sein Sohn Tore Hamsun als Dolmetscher. Er argumentiert, dass das harte Durchgreifen der Nazis in Norwegen den deutschen Interessen mehr schade als nutze. Anstatt darauf einzugehen, konfrontiert Terboven Hamsun mit der Frage, ob er sich etwa für einen größeren Mann als Hitler halte. Hamsun antwortet darauf mit einem Zitat aus dem Roman Mysterien:

„Ob jemand groß ist oder nicht, hängt für mich nicht mit der Größe seiner Bewegung zusammen, sondern vom Geschmack, den er in meinem Mund zurücklässt. Ein großer Mann kann all diesen Dummköpfen beibringen, was Macht ist, diesen Übermenschen mit Macht wie Kaiphas, Pilatus, dem Kaiser. Ich bin kein Demokrat. Man kann den Mob so stärken, dass er die Kontrolle übernimmt. Gebt ihnen ein Schlachtermesser, und sie werden rauben, morden und gewinnen. Peitscht sie lang genug, und ihr werdet die Wahl gewinnen. Der Mob kann aber niemals intellektuell gewinnen oder die Welt weiterbringen. Übermenschen können den Mob anführen, aber große Geister reiten nicht auf Pferden …“

Die letzten Sätze wagt Tore dem Reichskommissar nicht zu übersetzen. Dieser wimmelt Hamsun schließlich mit dem Kompliment ab, er sei ein großer Künstler, und diese müssten nur da sein und brauchten keine Übersetzung. Es wird deutlich, dass Terboven sich im Gegensatz zu Hamsun der unüberbrückbaren ideologischen Differenzen durchaus bewusst ist, Hamsun ist aber für die deutsche Propaganda zu wichtig, um ihn fallen zu lassen.
1942 unternimmt Hamsun einen weiteren Versuch, sich für Harald Grieg einzusetzen, diesmal bei Vidkun Quisling, der von Terboven inzwischen zum Ministerpräsidenten gemacht wurde. Quisling verweist Hamsun wieder zurück auf Terboven, nur er könne etwas für Harald Grieg unternehmen. Quisling richtet Hamsun daraufhin den Dank Hitlers aus, weil er sich endlich klar zur Judenfrage positioniert habe. Zum Beweis zitiert er einen Zeitungsartikel Hamsuns:

„Roosevelt ist ein Jude und wird von Juden bezahlt, die die treibende Kraft hinter dem amerikanischen Krieg sind, in dem es um Gold und jüdische Macht geht.“

Hamsun erwidert daraufhin zum Entsetzen Quislings, er sei kein Antisemit und verstehe den Antisemitismus Hitlers nicht. Auf Quislings Frage, ob er denn nicht Mein Kampf gelesen habe, antwortet Hamsun ausweichend, er sei noch nicht dazu gekommen, habe aber Rezensionen gelesen. Quislings Frage, ob Hamsun daran glaube, dass Norweger und Deutsche zur selben Rasse gehörten, bejaht Hamsun, besteht allerdings darauf, den Begriff Rasse durch Volk zu ersetzen. Quisling informiert daraufhin Hamsun über den Plan, die Juden „zu verbannen“, da diese Orientalen seien und nicht nach Europa gehörten. Auf Hamsuns Frage, was mit den Juden geschehen soll, antwortet Quisling ausweichend mit Umerziehung. Als Hamsun nachfragt, was damit genau gemeint sei, weicht Quisling wie schon Terboven zuvor in Schmeicheleien aus, dies sei nur ein Wort, und große Poeten wie Hamsun seien eben besser im Umgang mit Worten.
Als junge Widerstandskämpfer aus Hamsuns Heimatort Grimstad verhaftet und gefoltert werden, wird Hamsun von der Mutter eines seiner Küchenmädchen heftig bedrängt, sich für ihren zum Tod verurteilten Sohn einzusetzen. Hamsun weigert sich und sagt, er habe keinen Einfluss auf die Deutschen. Die Frau beschimpft ihn daraufhin als Nazi-Schwein. Hamsun bittet seine Frau Marie, sich bei Terboven erneut für die Verurteilten und für Harald Grieg einzusetzen, da sie vielleicht mehr bei ihm erreichen könne als er. Diese weigert sich zuerst und konfrontiert ihn mit einem seiner Propagandaartikel, in dem er schrieb, jeder Norweger, der pro-britisch eingestellt sei, müsse die Konsequenzen selbst tragen. Als sich Hamsuns Sohn Arild gegen den Willen der Familie freiwillig als Soldat zur Ostfront meldet, unternimmt sie aber doch noch einen Versuch, gemeinsam mit Tore (der diesmal nicht als Dolmetscher benötigt wird) auf Terboven einzuwirken. Sie sagt diesem, Hamsun gelte in seiner Heimatstadt als eine Art Patriarch, und die Exekutionen würden ihn sehr verletzen. Terboven versichert ihr schließlich zynisch, dass die beiden, die Hamsun kennt, „besonders behandelt werden, weil Hamsun für sie interveniert hat“. Es stellt sich jedoch heraus, dass damit nur gemeint ist, dass die beiden als Erste exekutiert werden.
Nach diesem Vorfall ist Hamsun endgültig davon überzeugt, dass Terboven Norwegen verlassen sollte. Er glaubt, dies durch sein hohes Ansehen bei Hitler erreichen zu können, und Hitler gewährt ihm tatsächlich eine Audienz auf dem Obersalzberg. Vorher spricht Hamsun noch auf einer großen Pressekonferenz in Wien und wird frenetisch für eine antibritische Kriegspropagandarede gefeiert, die er von seinem Übersetzer auf Deutsch verlesen lässt. Konterkariert wird dies allerdings dadurch, dass er die Eingangsrede in nahezu perfektem Englisch hält. Der Besuch bei Hitler wird zum Eklat: Hitler möchte quasi „von Künstler zu Künstler“ über die Entstehung des Romans Segen der Erde reden, Hamsun geht jedoch nicht darauf ein, sondern beschwert sich bei Hitler erregt über Terboven und die Zustände in Norwegen. Wieder versucht der Übersetzer, vermittelnd einzuschreiten, Hitler ist jedoch so erbost, dass er das Gespräch abbricht und Hamsun mit den Worten „Solche Menschen will ich hier nie wieder sehen!“ hinauswerfen lässt. Dennoch hält Hamsun weiterhin zu Hitler und verfasst nach dessen Tod sogar noch einen lobenden Nachruf.
Nach Kriegsende wird Marie Hamsun zu drei Jahren Zwangsarbeit verurteilt. Knut wird wegen seines Alters nicht in Untersuchungshaft genommen, sondern zunächst in ein Altersheim und dann in eine psychiatrische Klinik eingewiesen. Professor Langfeldt will Hamsun Geistesschwäche nachweisen, um eine – von Hamsun selbst gewünschte – Gerichtsverhandlung zu verhindern, die Hamsun seiner Meinung nach nicht überleben würde. Kollegen gegenüber spricht Langfeldt allerdings von einer einmaligen Gelegenheit für die Wissenschaft, das Seelenleben eines großen Poeten zu erforschen. Die monatelange Untersuchung wird für Hamsun zur Tortur. In der Klinik wird er außerdem zum ersten Mal mit Filmaufnahmen aus Konzentrationslagern konfrontiert, die ihn sehr aufwühlen. Er beginnt die Arbeit an seinem letzten Roman Auf überwachsenen Pfaden. Nach langer Verzögerung kommt es schließlich doch zur Gerichtsverhandlung, Hamsun wird zu einer hohen Geldstrafe verurteilt. 
Als Marie entlassen wird, weigert sich Knut, weiter mit ihr unter einem Dach zu leben. Sie hatte Langfeldt intime Details erzählt, über die er sich geweigert hatte zu sprechen, was er als Verrat auffasst. Marie beschwert sich in einem Telefongespräch bei Langfeldt, er hätte diese Details trotz versprochener Vertraulichkeit gegen ihren Willen veröffentlicht und damit ihre Ehe zerstört. Als Langfeldt einwendet, nach allem, was er über ihre Ehe wisse, sei diese doch ohnehin kaum zu retten gewesen, wirft Marie ihm vor, keine Ahnung von menschlichen Beziehungen zu haben. Langfeldt bricht das Gespräch daraufhin ab, sichtlich aus der Ruhe gebracht.
Trotz ihrer Verbannung durch Knut setzt sich Marie für die Veröffentlichung von Auf überwachsenen Pfaden ein. Nach langer Zeit kommt es schließlich doch noch zur Versöhnung des Ehepaars, und Knut wird von Marie bis zum Tod liebevoll gepflegt.

## Produktion
Erste Pläne für den Film gehen auf das Jahr 1979 zurück, als Thorkild Hansen, Autor von Processen mod Hamsun, sein Buch gemeinsam mit Troell als Fernsehserie verfilmen wollte. Max von Sydow war bereits damals für die Rolle des Hamsun vorgesehen. Das Projekt wurde jedoch fallen gelassen, da befürchtet wurde, das Thema sei zu kontrovers.
1993, vierzehn Jahre später, gelang es von Sydow, die dänische Produktionsfirma Nordisk Film für das Projekt zu interessieren, diesmal mit Per Olov Enquist als Drehbuchautor. Die Dreharbeiten fanden im Frühjahr/Sommer 1995 statt. Der Film wurde jedoch erst im Herbst 1996 veröffentlicht, ein Jahr später als vorgesehen, da das norwegische Fernsehen im selben Jahr einen weiteren Film über Hamsun veröffentlichte.
Ungewöhnlich ist die Verwendung verschiedener Sprachen: Sydow und Nørby sprechen in ihren jeweiligen  Muttersprachen Schwedisch und Dänisch, während der Rest des Films auf Norwegisch und Deutsch gedreht wurde.

## Auszeichnungen
| Guldbagge 1997 - Bester Film für Erik Crone - Bester Hauptdarsteller für Max von Sydow - Beste Hauptdarstellerin für Ghita Nørby - Bestes Drehbuch für Per Olov Enquist Bodil 1997 - Bester Hauptdarsteller für Max von Sydow Robert 1997 - Bestes Kostümdesign für Lotte Dandanell | World Film Festival 1996 - Prize of the Ecumenical Jury für Jan Troell Festival du cinéma nordique 1997 - Großer Jurypreis für Jan Troell Semana Internacional de Cine de Valladolid 1996 - Bester Darsteller für Max von Sydow - Nominierung: Goldene Ähre für Jan Troell |